# Michelle Branch
Michelle Jacquet DeSevren Branch Landau (ur. 2 lipca 1983 w Sedonie) – amerykańska piosenkarka o kolumbijskim pochodzeniu.

## Życiorys
Michelle Branch zaczęła śpiewać w wieku ośmiu lat, a grać na gitarze w wieku czternastu. Jej rodzice pochodzą z Kolumbii, jednak ona urodziła się w Stanach Zjednoczonych, do których przenieśli się w 1980 r. Pierwszą gitarę dostała na urodziny od swojego wujka. Jej debiutancką płytą była Broken Bracelet. Następnie zaczęła nagrywać płyty w wytwórni Maverick Recording Company. Wydała tam płytę The Spirit Room oraz single "Everywhere", "All You Wanted" i "Goodbye to You".
W 2002 roku nagrała piosenkę razem z Carlosem Santaną "The Game of Love", a w 2003 roku dostała nagrodę Grammy Najlepsza Wokalistka Pop. Potem nagrała płytę Hotel Paper.

## The Wreckers
W lipcu 2005 Branch i jej przyjaciółka Jessica Harp założyły zespół The Wreckers, po czym nagrały piosenkę "The Good Kind" na potrzeby serialu Pogoda na miłość. W październiku zaśpiewały znowu z Santaną piosenkę "I'm Feeling You". W marcu 2006 The Wreckers wydały płytę Stand Still, Look Pretty oraz singel "Leave the Pieces". Ich muzyka jest połączeniem stylów pop rock oraz country. W grudniu 2006 Branch i Harp zostały nominowane do nagrody Grammy za piosenkę "Leave the Pieces".
W 2007 roku został nagrany DVD z koncertami z Nowego Jorku Way Back Home:Live at New York City.

## Everything Comes and Goes
W październiku 2007 Branch i Harp postanowiły jak na razie porzucić zespół i powrócić do kariery solowej. Zaraz po tym na swojej stronie internetowej Michelle umieściła oryginalną wersję "Lay Me Down", którą artystka napisała razem z Harp. Miała to być piosenka do albumu Branch, zanim postanowiła ona założyć zespół z koleżanką. Piosenka jednak znalazła się na edycji specjalnej albumu Hotel Paper dostępnej na iTunes. Niespodziankę swoim fanom sprawiła artystka 26 stycznia 2009 wsadzając na swoją stronę internetową i na swoim koncie na MySpace 46-sekundowy fragment teledysku "This Way", zapowiadając, że następna niespodzianka czeka ich 2 lutego, którą były zdjęcia zrobione podczas sesji do nowego albumu. 9 Lutego na swoja stronę umieściła darmowy plik mp3 z piosenką "This Way".
Pierwszym singlem do płyty jest piosenka "Sooner or Later". Pierwszy raz piosenkę można było usłyszeć 20 lipca na stronie internetowej artystki, zaraz po tym Michelle wyruszyła na radiową trasę koncertową, gdzie śpiewała piosenki z nowej płyty. Od tamtego czasu, w każdy wtorek piosenkarka wsadza na swoją stronę internetową wideo z akustycznymi wersjami swoich starych piosenek. 2 października odbyła się premiera teledysku do singla. W czerwcu 2010 roku został nakręcony teledysk do piosenki "Getaway", która powstała przy współpracy piosenkarki i Timbalanda do reklamy nowego samochodu marki MINI. Latem 2010 roku artystka wyznała, że album nagrała dwa lata wcześniej, ale wytwórnia nie zgodziła się na wydanie krążka. Everything Comes and Goes został wydany w postaci EP, zawiera tylko 6 piosenek, które wcześniej zostały napisane na ten album.
Michelle jednak bardzo chciała pokazać fanom cały album, dlatego udostępniła na swojej stronie internetowej dodatkowe trzy darmowe utwory.

## West Coast Time
W maju 2011 roku podczas jednego z jej live chat-ów Michelle zaprezentowała swój najnowszy singel "Loud Music". Wkrótce potem piosenkarka podzieliła się z fanami tytułem nowego albumu "West Coast Time". Nowy Album będzie powrotem Michelle do jej początków, a muzyka znajdująca się na nim będzie brzmieć tak jak muzyka z "The Spirit Room" i "Hotel Paper". Album został zapowiedziany na wrzesień 2011 roku. Latem Michelle wyjechała na trasę koncertową wraz z zespołem Goo Goo Dolls, którego jest Supportem.

## Życie prywatne
W maju 2004 piosenkarka wyszła za Teddy’ego Landau, basistę, który jest od niej starszy o 19 lat. Mają córkę Owen Isabelle (ur. 3 sierpnia 2005). Rozwiedli się w listopadzie 2015. W kwietniu 2019 wzięła ślub z Patrickiem Carneyem – muzykiem i producentem. Mają córkę Rhys James (ur. 28 sierpnia 2018).

## Dyskografia

### Albumy
- Broken Bracelet (2000)
- The Spirit Room (2001)
- Hotel Paper (2003)
- Stand Still, Look Pretty (The Wreckers - 2006)
- Everything Comes and Goes (EP – 2010)
- West Coast Time (W trakcie przygotowania -2011)

### DVD
- Way Back Home:Live at New York City (The Wreckers - 2007)

### Single
- "Everywhere"
- "All You Wanted"
- "The Game of Love" (feat. Carlos Santana)
- "Goodbye to You"
- "Are You Happy Now?"
- "Breathe"
- "Til I Get over You"
- "I'm Feeling You"
- "The Good Kind" (The Wreckers)
- "Leave The Pieces" (The Wreckers)
- "My, Oh My" (The Wreckers)
- "Tennessee" (The Wreckers)
- "Sooner or Later"
- "Loud Music"